# Język tubu (polinezyjski)
Język tubu (inna nazwa: język australski, także: język tubuai) – język z rodziny języków polinezyjskich, używany przez lud Tubuai na terenie Wysp Australskich w Polinezji Francuskiej. Ma 5 tys. użytkowników.
Zagrożony wymarciem, jest wypierany przez język tahitański. Powszechna jest dwujęzyczność.